# Podabacia motuporensis
Podabacia motuporensis — вид коралових поліпів родини Fungiidae.

## Поширення
Це досить поширений корал, зустрічається на заході Тихого океану та в Індійському океані на глибині до 20 м.

## Опис
Це рифоутворюючий корал, сіро-коричневого забарвлення з світлими краями. Утворює плоскі колонії круглої форми, діаметром до 50 см. Живе у симбіозі з одноклітинними водоростями-зооксантелами.